# Фэр Дорхэ
Фэр Дорхэ (ирл. Fear Doirche, рус. Тёмный Человек) — злобный фейри, главный агент смертельного похищения, как правило, слуга королевы фейри. Очень немногие из тех, кто отправился с ним в волшебную страну или Сид, когда-нибудь вернутся, чтобы рассказать об этом. В ирландской мифологии принадлежит к Племенам богини Дану и является выдающимся персонажем таких историй как «Fenian Cycle» и «Рождение Ошин».